# General Electric
General Electric ili GE (Službeni naziv - The General Electric Company) je američka multinacionalna kompanija osnovana u New Yorku sa sjedištem u Bostonu, Massachusetts.
Godine 2017. GE je rangiran među Fortune 500 kao 13. najveća tvrtka u SAD-u prema bruto prihodu. U 2011 GE je rangiran kao 14. najprofitabilnija tvrtka. Prema Forbes Global 2000 od 2012. godine GE je 4. najveća tvrtka u svijetu. Zaposlenicima General Electrica dva puta je dodijeljena Nobelova nagrada: Irvingu Langmuiru 1932. i Ivaru Giaeveru 1973. godine.
13. siječnja 2016. je objavljeno da GE premješta svoje sjedište iz Fairfielda, Connecticut (gdje je bilo od 1974.) u Južni Boston. Prva grupa radnika je pristigla u ljeto 2016. te se kompletno preseljenje očekuje 2018 godine.

## Povijest

### Osnivanje
Tijekom 1889. Thomas Edison je imao poslovnih udjela u mnogim tvrtkama povezanim s električnom energijom:
•	Edison Lamp Company, proizvođač svjetiljki u East Newark, New Jersey

•	Edison Machine Works, proizvođač dinama i velikih električnih motora u Schenectady, New York

•	Bergmann & Company, proizvođač električnih rasvjetnih tijela, utičnica i drugih električnih rasvjetnih uređaja; te

•	Edison Electric Light Company, tvrtka koja posjeduje patent i financije u vlasništvu J.P. Morgana i obitelj Vanderbilt za Edisonove eksperimente rasvjete

Godine 1889. Drexel, Morgan & Co., tvrtka koju su osnovali JP Morgan i Anthony J. Drexel, financirala je Edisonovo istraživanje i pomogla pri spajanju tih tvrtki u jednu korporaciju nazvanu Edison General Electric Company, koja je registrirana u New Yorku 24. travnja 1889. Nova tvrtka preuzela je i Sprague Electric Railway & Motor Company u istoj godini.
Godine 1880. Gerald Waldo Hart osnovao je American Electric Company, koja se nekoliko godina kasnije spaja s tvrtkom Thomson-Houston Electric Company, u vlasništvu Charlesa Coffina. Godine 1887. Hart napušta tvrtku kako bi postao nadzornik Edison Electric Company. General Electric osnovan je 1892. godine spajanjem tvrtke Edison General Electric Company i Thomson-Houston Electric Company, uz podršku tvrtke Drexel, Morgan & Co. Obje tvornice i danas rade kao dio korporacije GE. Tvrtka je bila registrirana u New Yorku, dok je Schenectady tvornica bila sjedište dugi niz godina.

### Javna tvrtka
Godine 1896. General Electric je bio jedan od 12 izvornih tvrtki navedenih na novoformiranom indeksu Dow Jones Industrial Average na Wall Streetu. Nakon 121 godine, jedina je od izvornih tvrtki još uvijek na popisu toga indeksa, iako nije stalno bila na tom popisu.
Godine 1911. General Electric je preuzeo Nacionalnu udrugu za električnu rasvjetu u svoj rasvjetni posao. Osnovao je sjedište rasvjete u Nela Parku u Clevelandu u državi Ohio koje je i danas sjedište rasvjetnog poslovanja General Electrica.

### Proizvodnja energije
GE-ova povijest rada s turbinama u području proizvodnje električne energije donijela je dovoljno znanja da se okušaju u proizvodnji turbokompresora za zrakoplove. Pod vodstvom Sanford Alexander Mossa GE je proizveo prve turbokompresore tijekom Prvog svjetskog rata te su ih nastavili razvijati tijekom međuratnog razdoblja. Turbokompresori su postali neophodni u godinama neposredno prije Drugog svjetskog rata, a GE je bio svjetski lider u proizvodnji turbokompresora kada je rat počeo. Ovo iskustvo učinilo je GE prirodnim odabirom za razvoj Whittle W.1 mlaznog motora koji je predstavljen u Sjedinjenim Američkim Državama 1941. godine. GE zauzimao je deveto mjesto prema ugovorima o ratnoj proizvodnji među Sjedinjeno-američkim korporacijama. Iako je njihov rani rad s Whittle dizajnom kasnije predan tvrtki Allison Engine, GE Aviation je postao jedan od najvećih svjetskih proizvođača motora, zaobilazeći britansku tvrtku Rolls-Royce plc.
GE preuzeo je imovinu vjetroelektrane Enron tijekom stečajnog postupka godine 2002.  Enron Wind bio je jedini preživjeli američki proizvođač velikih vjetroelektrana u to doba, a GE je povećao inženjering i materijal za dio korporacije koji se bavio vjetrom i udvostručio godišnju prodaju na 1,2 milijarde dolara u 2003. godini. Također je preuzeo ScanWind 2009. godine.
Neki su potrošači bojkotirali GE žarulje, hladnjake i druge proizvode u osamdesetima i devedesetima godinama kako bi prosvjedovali zbog uloge GE-a u proizvodnji nuklearnog oružja.

## Tržište dionica
GE je jedina tvrtka koja je danas navedena u Dow Jones industrijskom indeksu koja je također bila u izvornom indeksu 1896. godine.
- Vrijednost dionica GE 1962-2013
- Graf obujma trgovine GE

## Unutrašnji poslovi korporacije
GE je multinacionalna kompanija sa sjedištem u Bostonu, Massachusetts. Međutim, glavni uredi se nalaze u 30 Rockefeller Plaza u Rockefeller Centru u New Yorku, sada poznat kao Comcast Building. Nekada je bila poznata kao zgrada GE zbog velikog loga GE na krovu; NBC-ovo sjedište i glavni studiji također se nalaze u zgradi. Kroz svoju podružnicu RCA povezana je s centrom od svog osnutka 1930-ih. GE je 1974. godine preselio svoje poslovno sjedište iz GE-ove zgrade na Lexington Avenue na Fairfield.
GE-ova porezna prijava je najveća podnesena prijava za povrat poreza u SAD-u; prijava u 2005. godini bia je na otprilike 24.000 stranica i 237 megabajta u elektroničkom obliku. Tvrtka također troši najviše novaca na lobiranje nego bilo koja druga tvrtka u SAD-u. 
Godine 2005. GE je pokrenuo inicijativu "Ecomagination" u pokušaju da se postavi kao "zelena" tvrtka. GE je jedan od najvećih igrača u industriji vjetroelektrana, također razvija proizvode koji su prihvatljivi za okoliš kao što su hibridne lokomotive, desalinizaciju i rješenja za ponovnu uporabu vode te fotonaponske ćelije. Tvrtka planira izgradnju najveće tvornice za proizvodnju solarnih panela u SAD-u i postavila je svojim podružnicama cilj smanjenje emisija stakleničkih plinova.
Dana 21. svibnja 2007. GE je priopćio kako će prodati GE Plastics petrokemijskim proizvođačima SABIC za 11,6 milijardi dolara. Transakcija je izvršena 31. kolovoza 2007., a naziv tvrtke promijenjen je u SABIC Innovative Plastics s Brian Gladdenom kao izvršnim direktorom. 
U veljači 2017. GE je priopćila kako tvrtka namjerava ispraviti razliku između zaposlenika muškog i ženskog spola obećavajući da će zaposliti 20.000 žena u tehničkom sektoru do 2020. godine. Tvrtka također želi imati 50:50 zastupljenost mučkih i ženskih radnika u tehničkim programima.
U listopadu 2017. GE je priopćio da će zatvoriti centara za istraživanje i razvoj u Šangaju, Münchenu i Rio de Janeiru. Tvrtka je potrošila 5 milijardi dolara za istraživanje i razvoj u prošloj godini.

### Direktori tvrtke
John L. Flannery je trenutačni izvršni direktor i predsjednik uprave GE-a. On je bivši predsjednik i izvršni direktor GE Healthcarea. 
Jeffrey Immelt je bivši izvršni direktor i bivši predsjednik uprave GE-a. Bio je izabran od strane upravnog odbora GE-a 2000. godine kako bi zamijenio Jack Welcha nakon njegove odlaska u mirovinu. Prije toga, Immelt je vodio odjeljak GE's Medical Systems (sada GE Healthcare) kao njegov predsjednik i CEO.
Immeltov mandat kao predsjednik Uprave GE-a započeo je u kriznom vremenu: preuzeo je ulogu 7. rujna 2001. četiri dana prije terorističkih napada na Sjedinjene Države. U napadu su poginula dva zaposlenika i koštao GE osiguranje $ 600 milijuna - i imao je izravan utjecaj na sektor Aircraft Engines. Immelt je također izabran kao jedan od financijskih savjetnika predsjednika Obame o planu ekonomske pomoći.
Immelt se umirovio iz GE-a 2. listopada 2017. godine.

### Priznanja
Godine 2011. prema magazinu Fortune GE je postao 6. najveća tvrtka u SAD-u i 14. najprofitabilnija.  Drugi ljestvici za 2011/2012 uključuju sljedeće:
- # 18 tvrtka za vođe (Fortune)
- # 6 najbolji globalni brand (Interbrand)
- # 82 zelena tvrtka (Newsweek)
- # 91 na popisu najcjenjenijih tvrtki (Fortune)
- # 19 najinovativnija tvrtka (Fast Company)

Za 2012. godinu, brend GE je procjenjen na 28,8 milijardi dolara. Izvršni direktor tvrtke Jeff Immelt nakon to je postao predsjednik uprave 2004. godine uveo je niz promjena u poslovanju, nakon, kako bi ujedinio razna poduzeća GE-a.
Promjene su uključivale novu korporativnu paletu boja, male izmjene na GE logotip, novi prilagođeni font (GE Inspira) i novi slogan "Mašta na poslu", osmišljen od Davida Lucasa, koji zamjenjuje slogan "Mi donosimo dobre stvari za život" koji se koristio od 1979. Razne promjene koje su osmislili u Wolff Olins i odnose se na GE marketingu i web-stranicu.
2016. godine GE se pojavio na Fortune 500 listi i drži 11. mjesto.

## Poduzeća
Tvrtka se predstavlja kao sastavljena od više primarnih poslovnih jedinica ili "poduzeća". Svaka je jedinica sama veliko poduzeće, od kojih će mnoga, čak i kao samostalne tvrtka, biti u Fortune 500. Popis GE Poduzeća varira s vremenom kao rezultat akvizicije i reorganizacije.
Glavne poslovne jedinice GE-a uključuju:
•	GE Additive

•	Current, powered by GE

•	GE Lighting

•	GE Capital

•	GE Aviation

•	GE Healthcare

•	GE Transportation

•	GE Global Research

•	GE Digital

•       GE Power

•	Baker Hughes, a GE Company

•	GE Renewable Energy

## Povezane stranice
General Electric